# Sycettusa connexiva
Sycettusa connexiva är en svampdjursart som först beskrevs av Poléjaeff 1883.  Sycettusa connexiva ingår i släktet Sycettusa och familjen Heteropiidae. Inga underarter finns listade i Catalogue of Life.